# Gele gentiaan
De grote gele gentiaan of gele gentiaan (Gentiana lutea) is een vaste plant van de gentiaanfamilie (Gentianaceae). De gele gentiaan is inheems in Europese gebergten, waar ze aan te treffen is op hoogten tot 2200 meter.

## Beschrijving
De gele gentiaan wordt 0,5-1,5 meter hoog. De bladeren zijn tegenoverstaand, en hebben vijf tot zeven boogvormige nerven.
De plant groeit langzaam, pas na zeven tot tien jaar komt ze tot bloei. Daar staat tegenover dat ze veertig tot zestig jaar oud kan worden. De grote bloemen groeien in kransen van drie tot tien bloemen in de oksels van de bovenste bladeren.
De zaden wegen slechts een duizendste gram en worden door de wind verspreid. Elke plant brengt ongeveer 10.000 zaden voort.

## Ecologie en verspreiding
De plant komt voor op kalkhoudende weiden in de Alpen en andere Europese gebergten in Centraal- en Zuid-Europa.

## Gebruik
De tot 1 meter lange wortelstok is vlezig verdikt (5 cm) en rijk aan suikers als gentiobiose en aan waardevolle bitterstoffen (gentianopicrine en amarogentine). Deze laatste twee bieden de plant bescherming tegen aanvreten door dieren. Hiernaast bevat de gentiaanwortel ook fytosterolen, fenolzuren, oligosachariden en pectinen.
Voor medische doelen wordt de plant gebruikt als bittermiddel, zoals als eetlustopwekkend middel, en als onderdeel van likeur, speciaal gentiaanlikeur (bijvoorbeeld Suze).
Voor de fabricage van gentiaanlikeur wordt vooral de gedroogde wortel van deze soort gebruikt; slechts zelden worden daarvoor andere gentiaansoorten zoals G. punctata gebruikt, hoewel deze laatste van alle gentiaansoorten de hoogste concentratie bitterstoffen bevat. Ter wille van de likeur wordt ze in Frankrijk ook gekweekt.
Een extract smaakt in een verdunning met water in een oplossing van 1:200.000 nog duidelijk bitter; een dergelijke verdunning is vergelijkbaar met verdunningen die in de homeopathie gebruikelijk zijn.
Voor de introductie van hop werd ze ook wel gebruikt bij het brouwen van bier. Dit gebeurt nog voor sommige artisanale bieren.
In de volksgeneeskunde gold het als medicijn tegen koorts, jicht, hypochondrie, malaria, darmparasieten en alcoholisme.
De wortelstok werd ook gebruikt voor het winnen van een gele kleurstof.

## Overig
De plant is, net als alle overige gentiaansoorten, beschermd in de landen waar ze in Europa voorkomt.
... · 
G. acaulis (Kochs gentiaan) · 
G. angustifolia (Smalbladige gentiaan) · 
G. asclepiadea (Zijdeplantgentiaan) · 
G. bavarica (Beierse gentiaan) · 
G. clusii (Grootbloemige gentiaan) · 
G. cruciata (Kruisbladgentiaan) · 
G. lutea (Gele gentiaan) · 
G. nivalis (Sneeuwgentiaan) · 
G. pneumonanthe (Klokjesgentiaan) · 
G. punctata (Gestippelde gentiaan) · 
G. purpurea (Purpergentiaan) · 
G. sino‑ornata (Chinese herfstgentiaan) · 
G. terglouensis (Triglav-gentiaan) · 
G. utriculosa (Blaasgentiaan) · 
G. verna (Voorjaarsgentiaan) · 
· ...